# Sperry (Oklahoma)
Sperry è un comune degli Stati Uniti d'America, situato nello Stato dell'Oklahoma, nella Contea di Tulsa.